# Конотоп
Конотоп (укр. Конотоп) град је Украјини у Сумској области. Према процени из 2025. у граду је живело 68.000 становника.

## Становништво
Према процени, у граду је 2014. живело 92.687 становника.
| 1979.  | 1989.  | 2001.  | 2012.  |
| ------ | ------ | ------ | ------ |
| 82.278 | 95.549 | 92.657 | 89.046 |

## Партнерски градови
- Мездра
- Krasnohorivka